# Fortifications de Châtelais
Les fortifications de Châtelais sont un ensemble fortifié datant du XIIIe siècle situé à Châtelais, en France.

## Localisation
L'ensemble fortifié est situé dans le département français de Maine-et-Loire, sur la commune de Châtelais.

## Historique
L'enceinte du bourg daterait du XIIIe siècle. À cette date, la paroisse de Châtelais dépendait de la baronnie de Pouancé. Jean II d'Alençon, seigneur de Pouancé et prisonnier des Anglais, la vend à Louis de Rohan afin de payer sa rançon. Avant leurs destructions, les fortifications de Châtelais semblaient se composer d'un château doublé d'une enceinte monumentale surplombant la rivière l'Oudon. L'ensemble était percé d'au moins trois portes: la porte Guerchoise, la porte Craonnaise et la porte ou poterne Saint-Michel. En 1423, le bourg de Châtelais est attaqué par les Anglais de William Poole qui ruinent l'enceinte et détruisent probablement le château. Lors des Guerres de religion, à la fin du XVIe siècle, l'enceinte est une nouvelle fois ruinée.
Les vestiges de l'enceinte disparaissent peu à peu. La porte craonnaise est détruite dans la seconde moitié du XIXe siècle. Les vestiges sont inscrits au titre des monuments historiques en 1964.

## Description
De l'ensemble des fortifications de la ville, seuls trois vestiges sont désormais visibles.
La porte Guerchoise est le vestige le plus représentatif et le plus connu. Elle consiste en une porte fortifiée constituée de deux massifs pleins formant le passage de 3 mètres de large. La couverture du passage était probablement constituée d'un arc brisé, dont le départ et l'encadrement en tuffeau sont encore visibles. Le système de fermeture était constitué de vantaux, voire d'un assommoir. La partie haute de la porte est accessible par deux escaliers partant de chaque côté de la porte. Selon l'Inventaire général, le système de défense archaïque caractérisé par l'absence d'ouverture de tir et la présence simple d'une porte permet d'envisager une construction au XIIIe siècle.

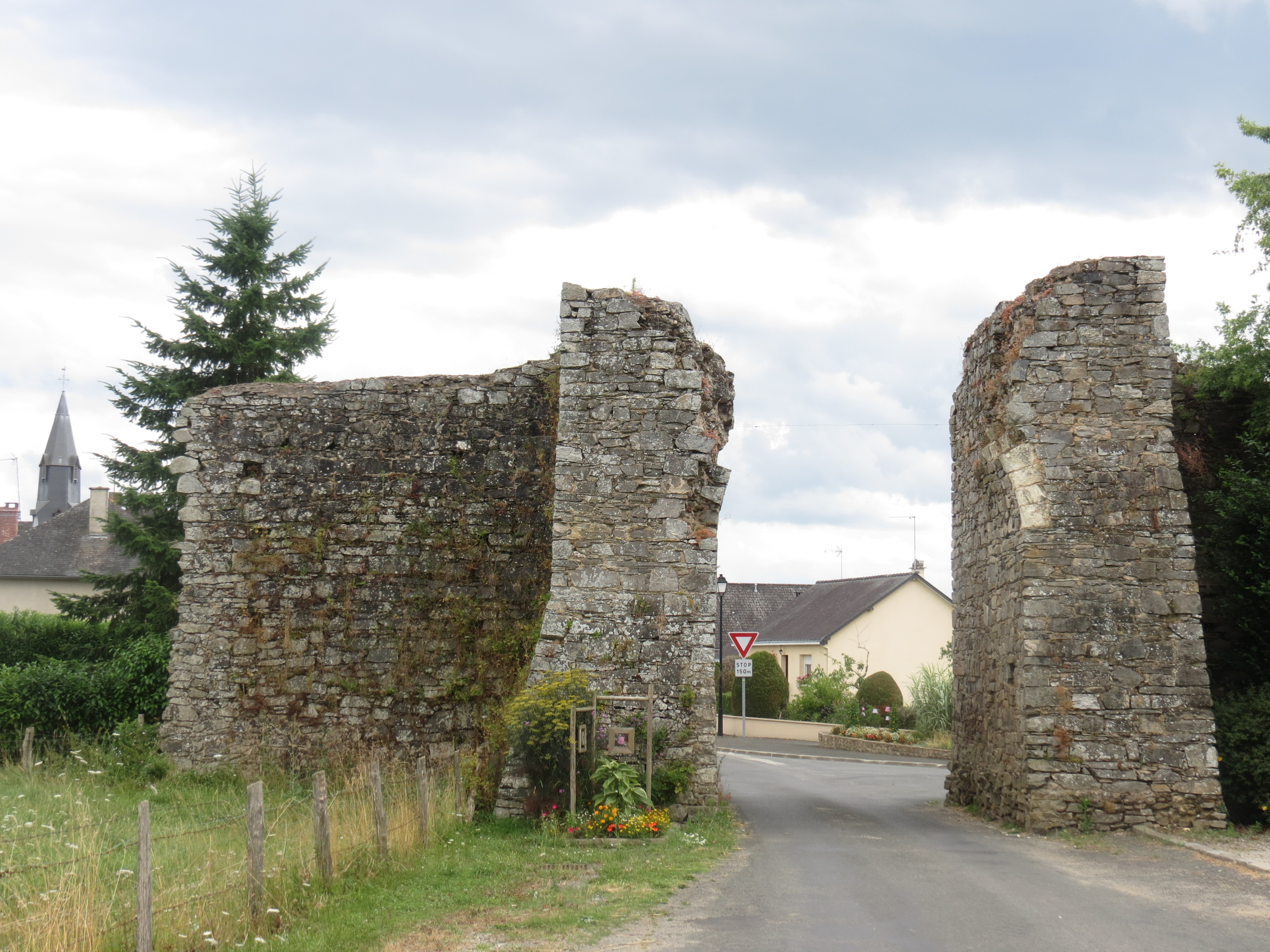
Vue depuis le nord de la porte Guerchoise.
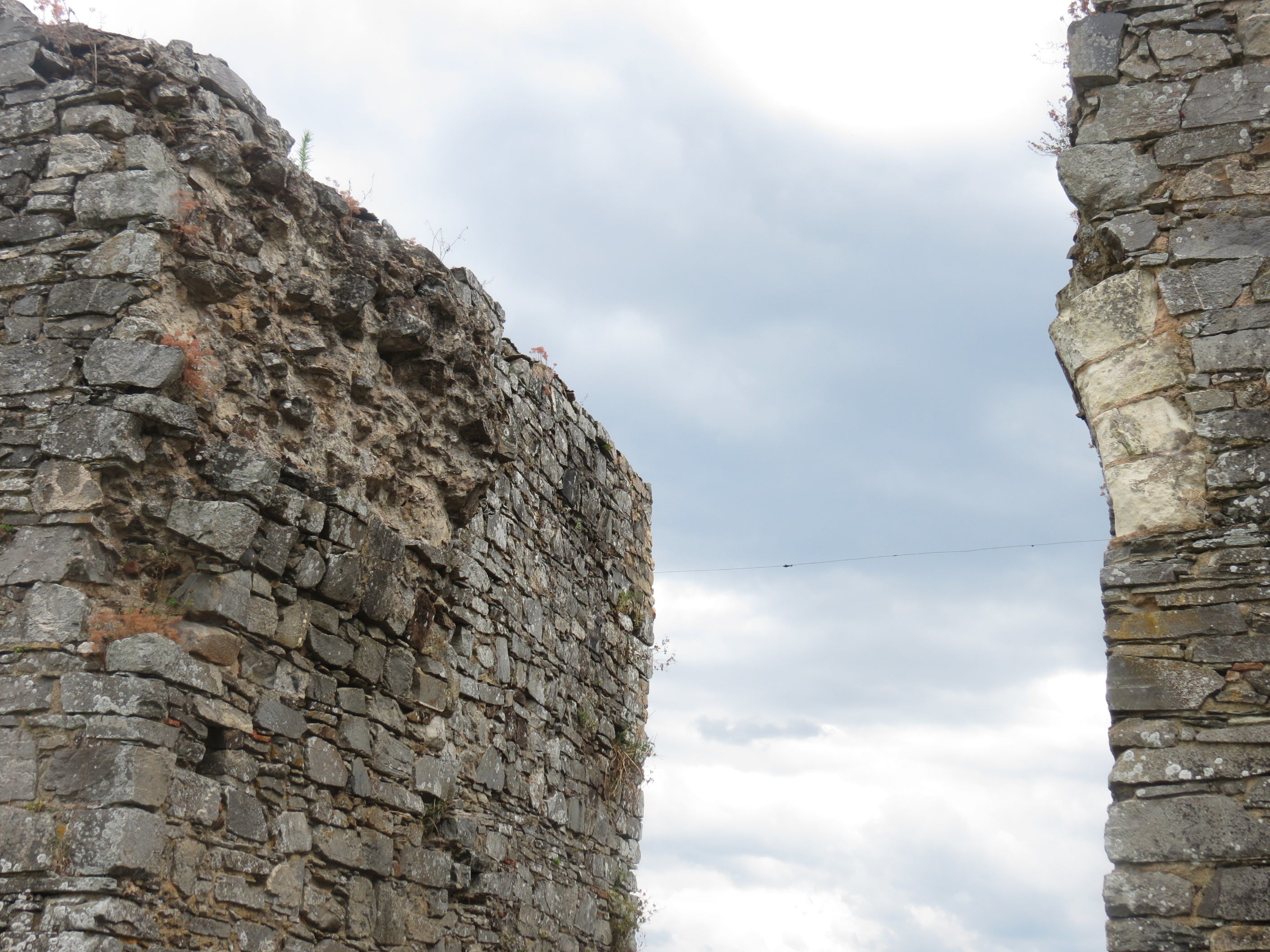
Vue du départ de l'arc à encadrement en tuffeau.
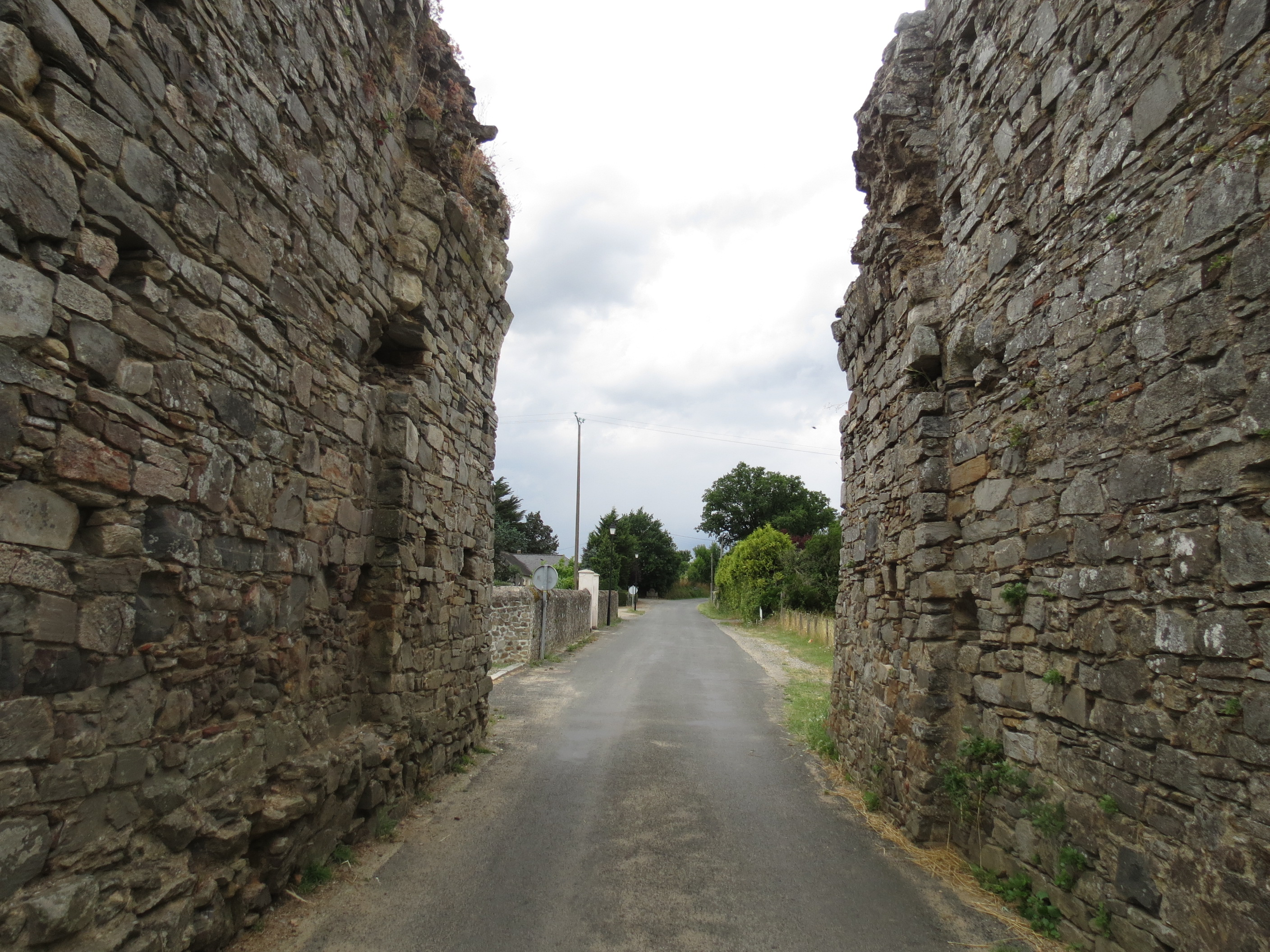
Vue du passage avec vestiges des vantaux.
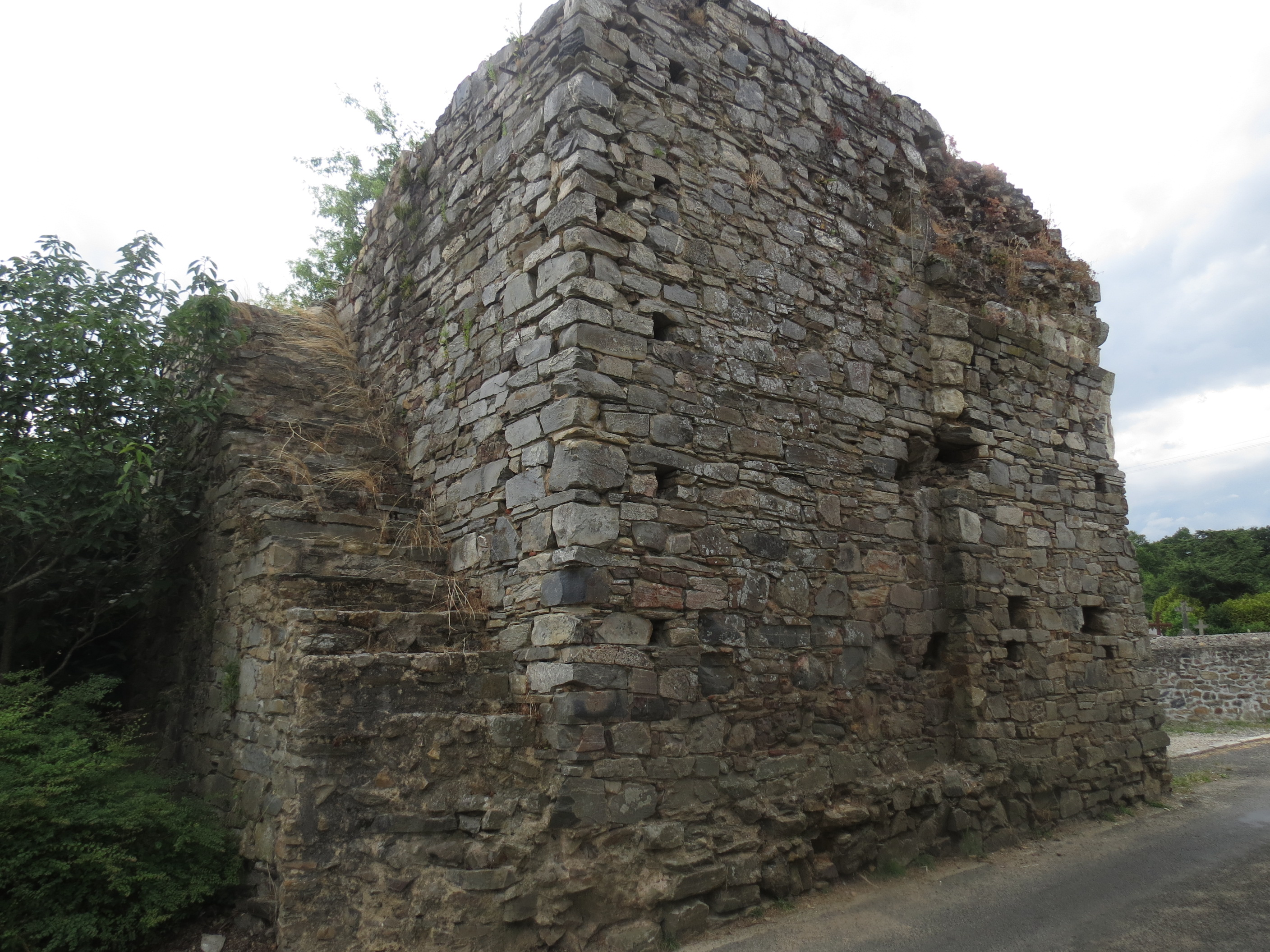
Massif ouest.
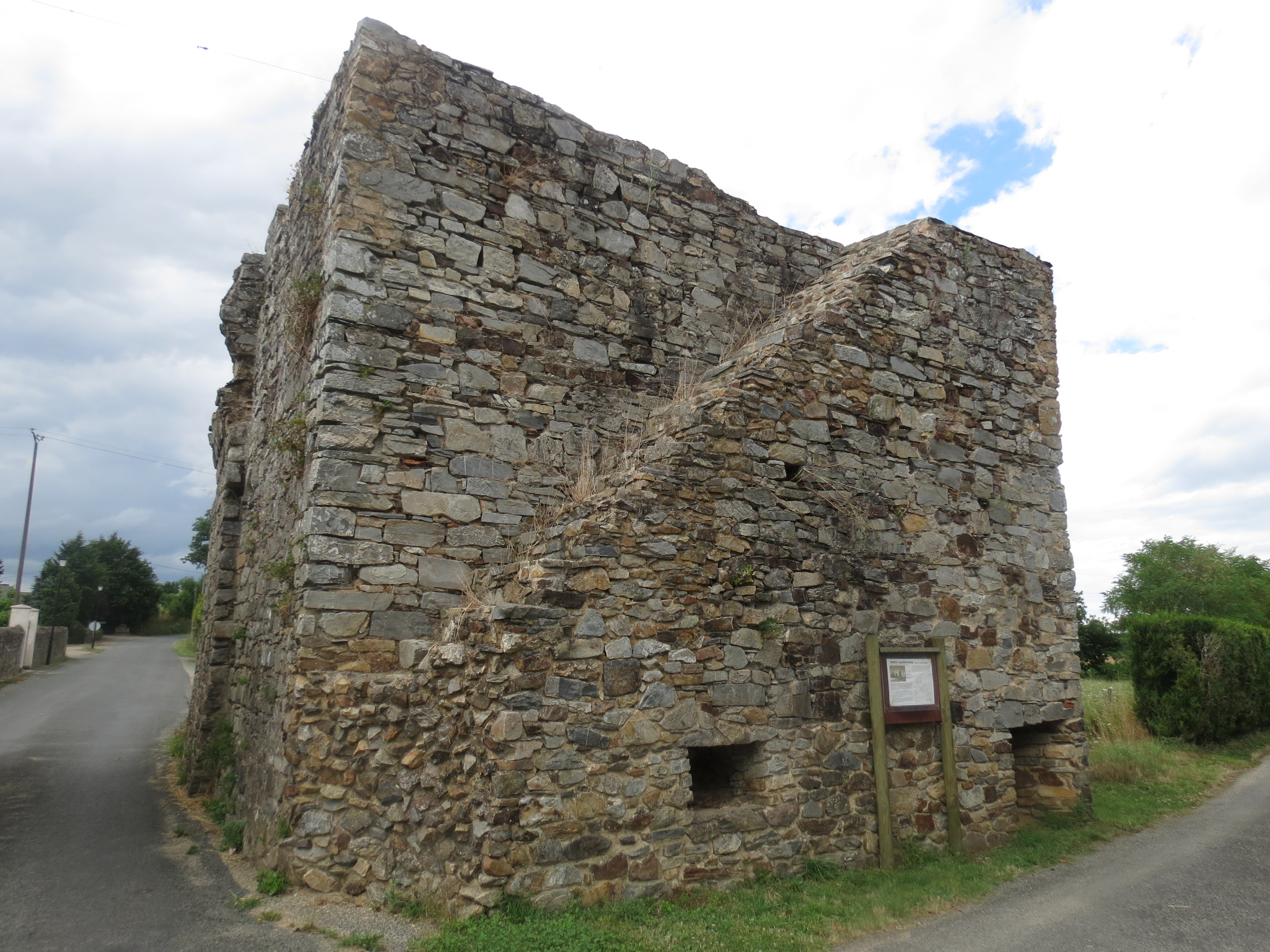
Massif est.

La porte Craonnaise, menant vers l'est, n'est plus visible qu'à l'état de vestige très dégradé. Elle aurait été de même facture que la porte Guerchoise.

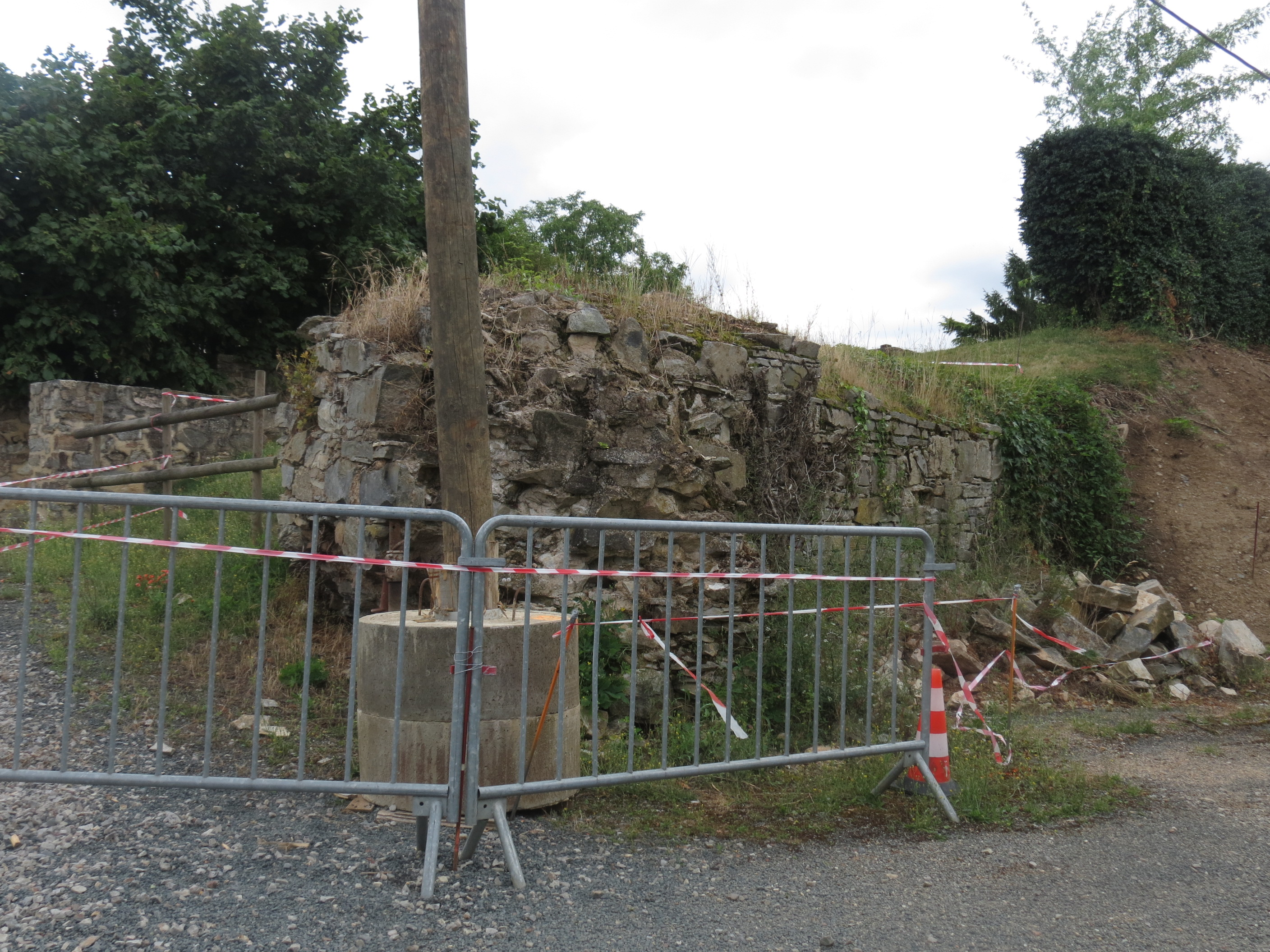
Vestiges dégradés de la porte Craonnoise
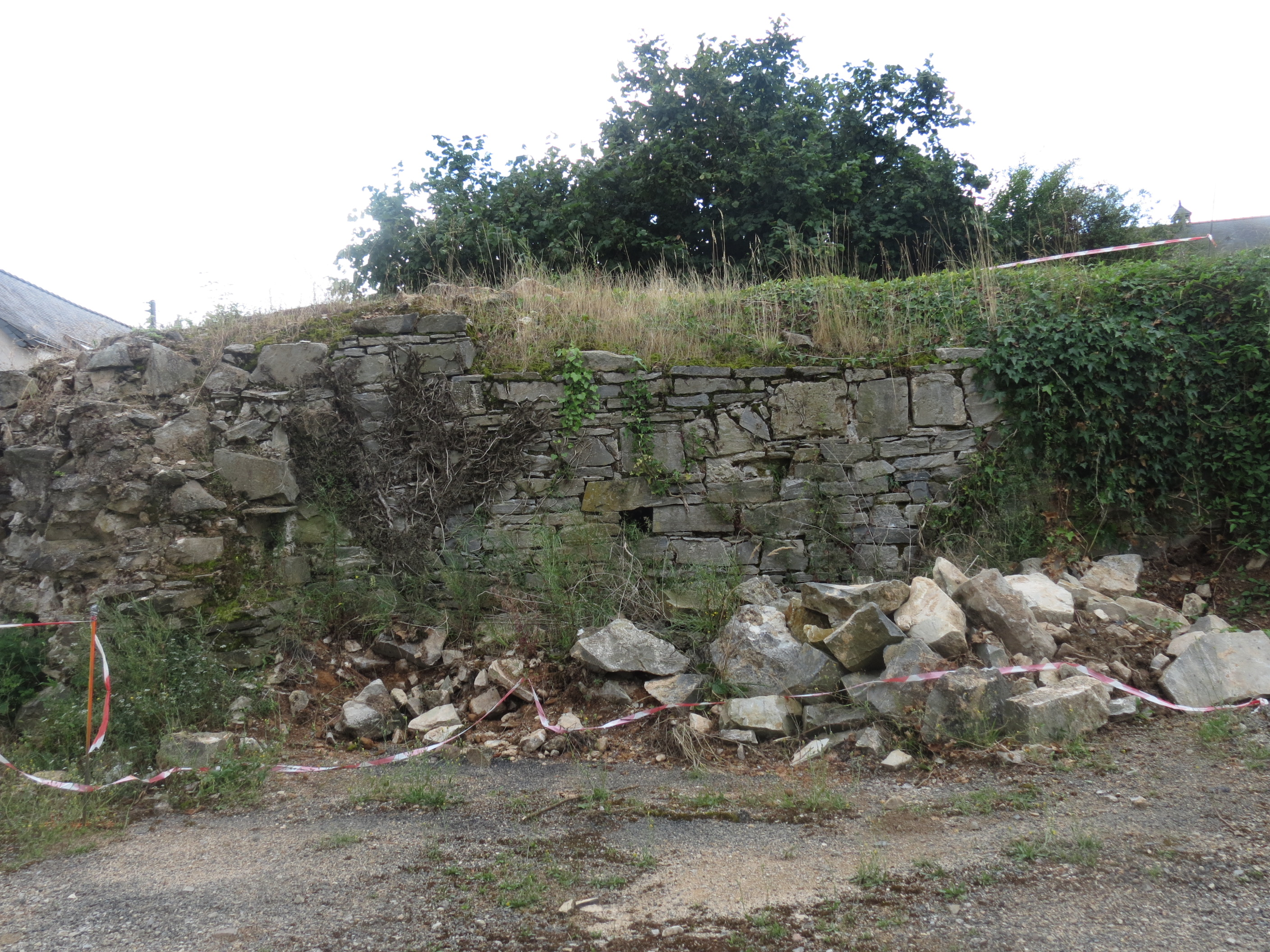

Un vestige de fortifications comprenant une tour d'enceinte appelée « Tour carrée », les fondations d'une tour circulaire et des pans de courtine est encore visible au sud-est du bourg. La « Tour carrée » présente un appareil en tuffeau et en schiste.

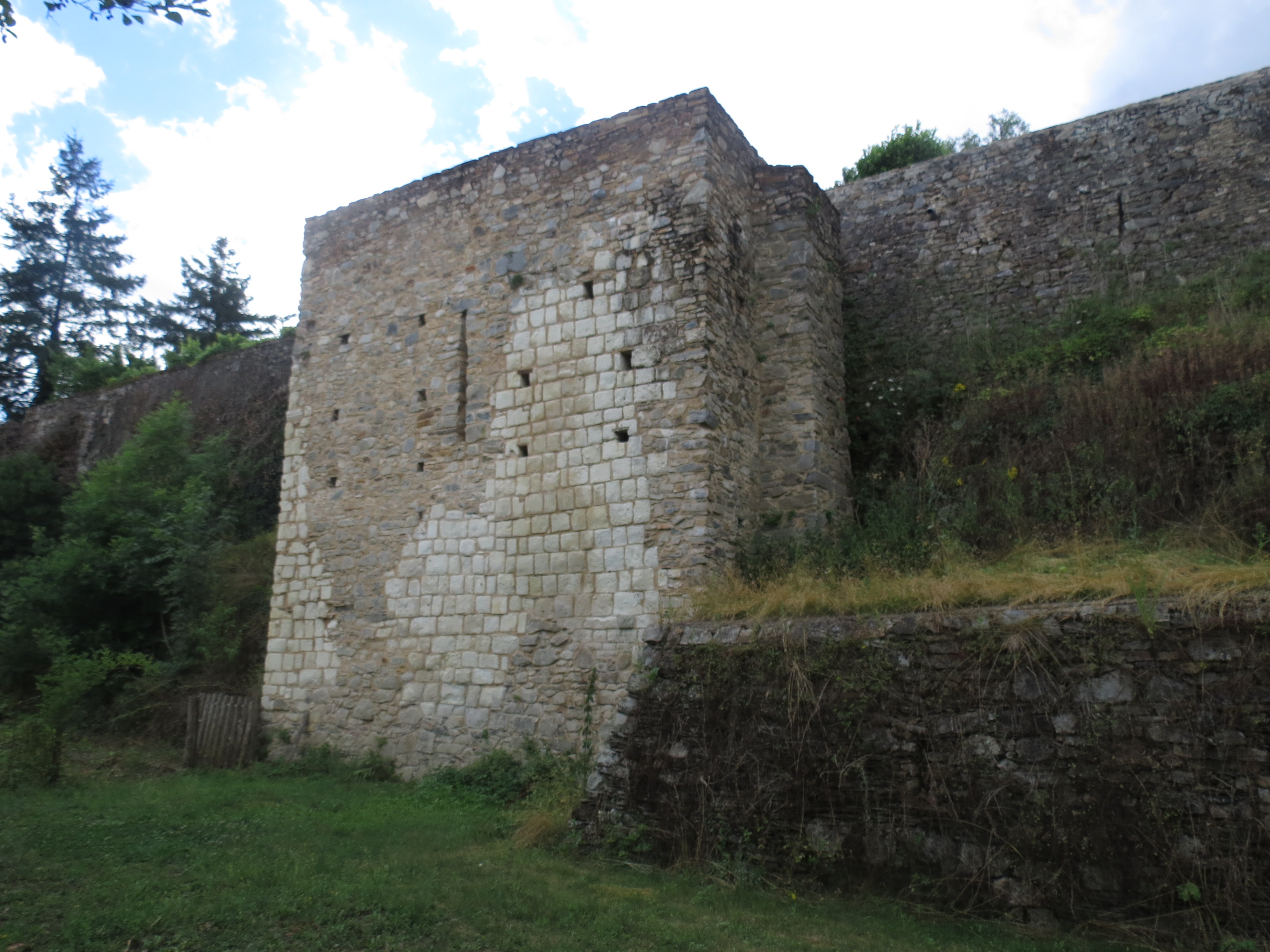
La « Tour carrée » et la courtine.
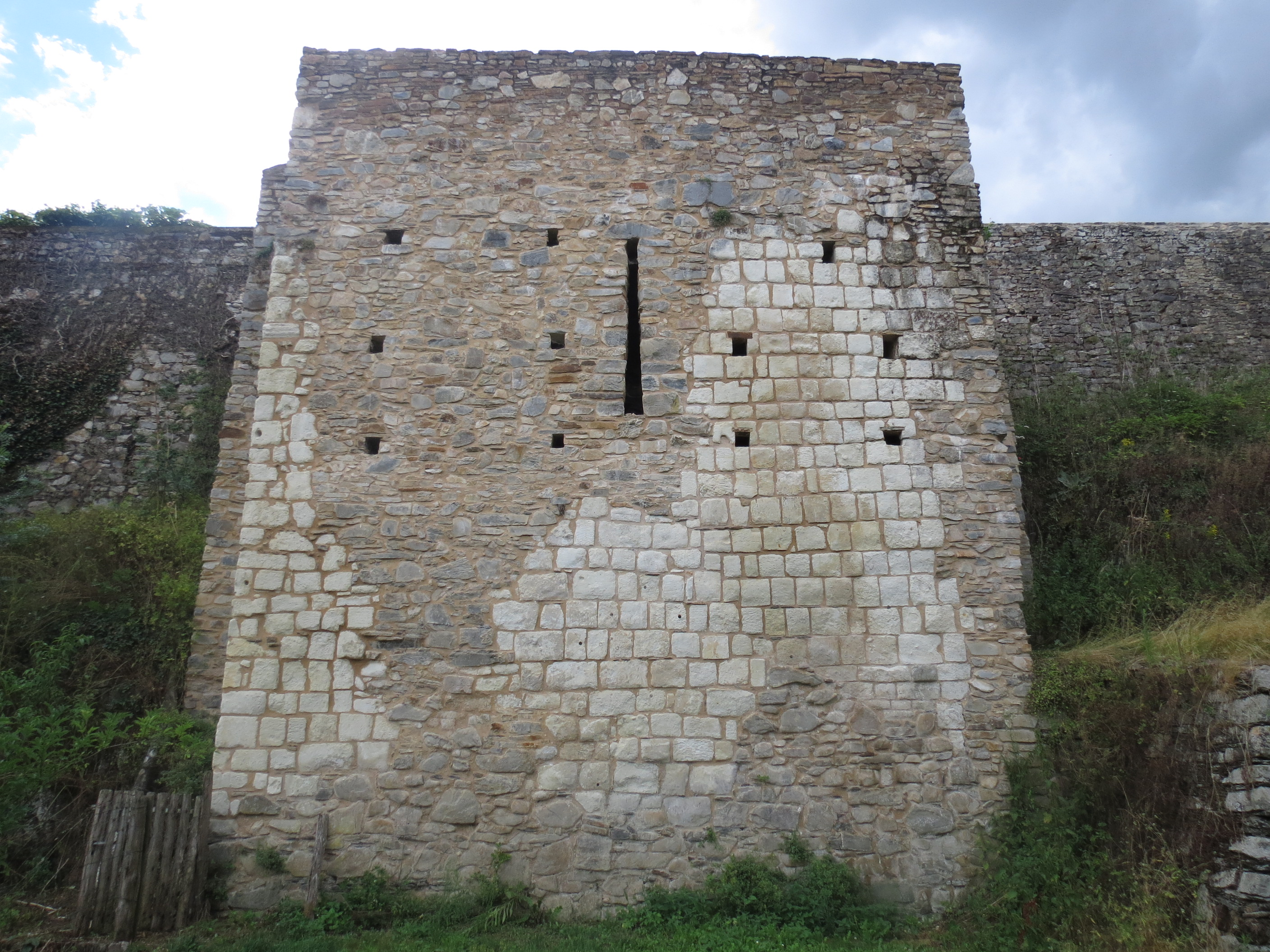
Vue de face de la « Tour carrée ».
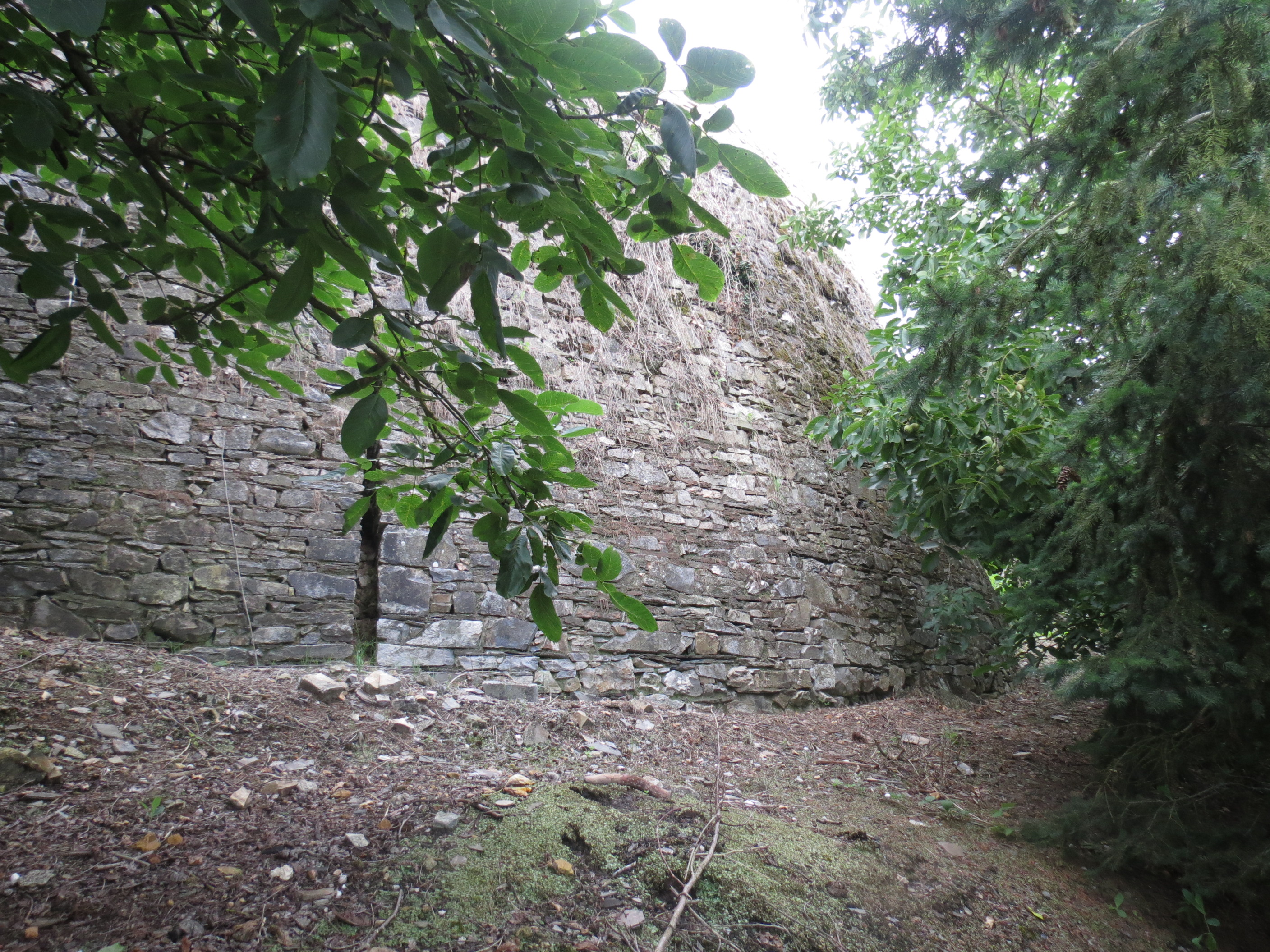
Base de la tour circulaire.
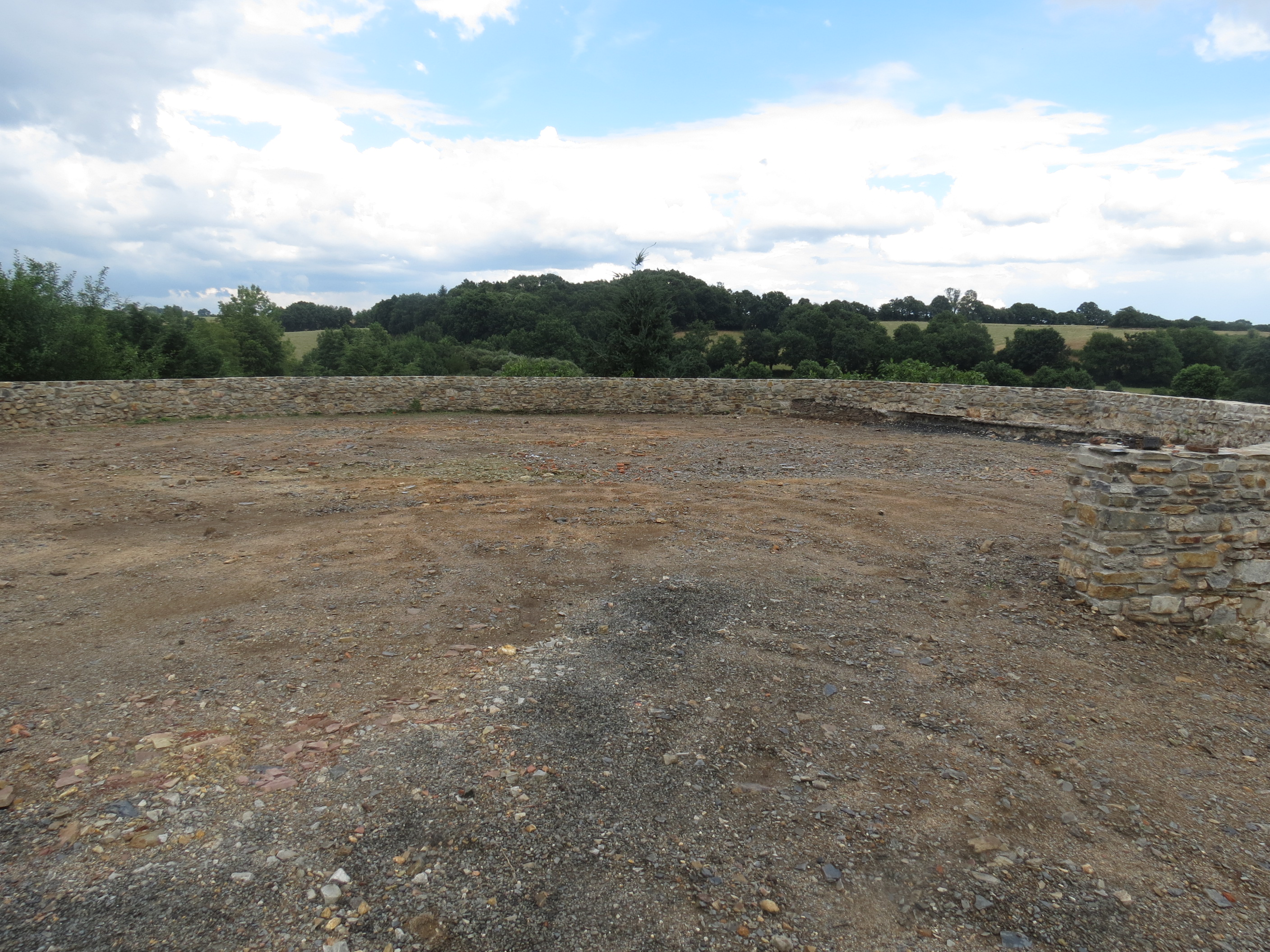
Circonférence de la tour circulaire.
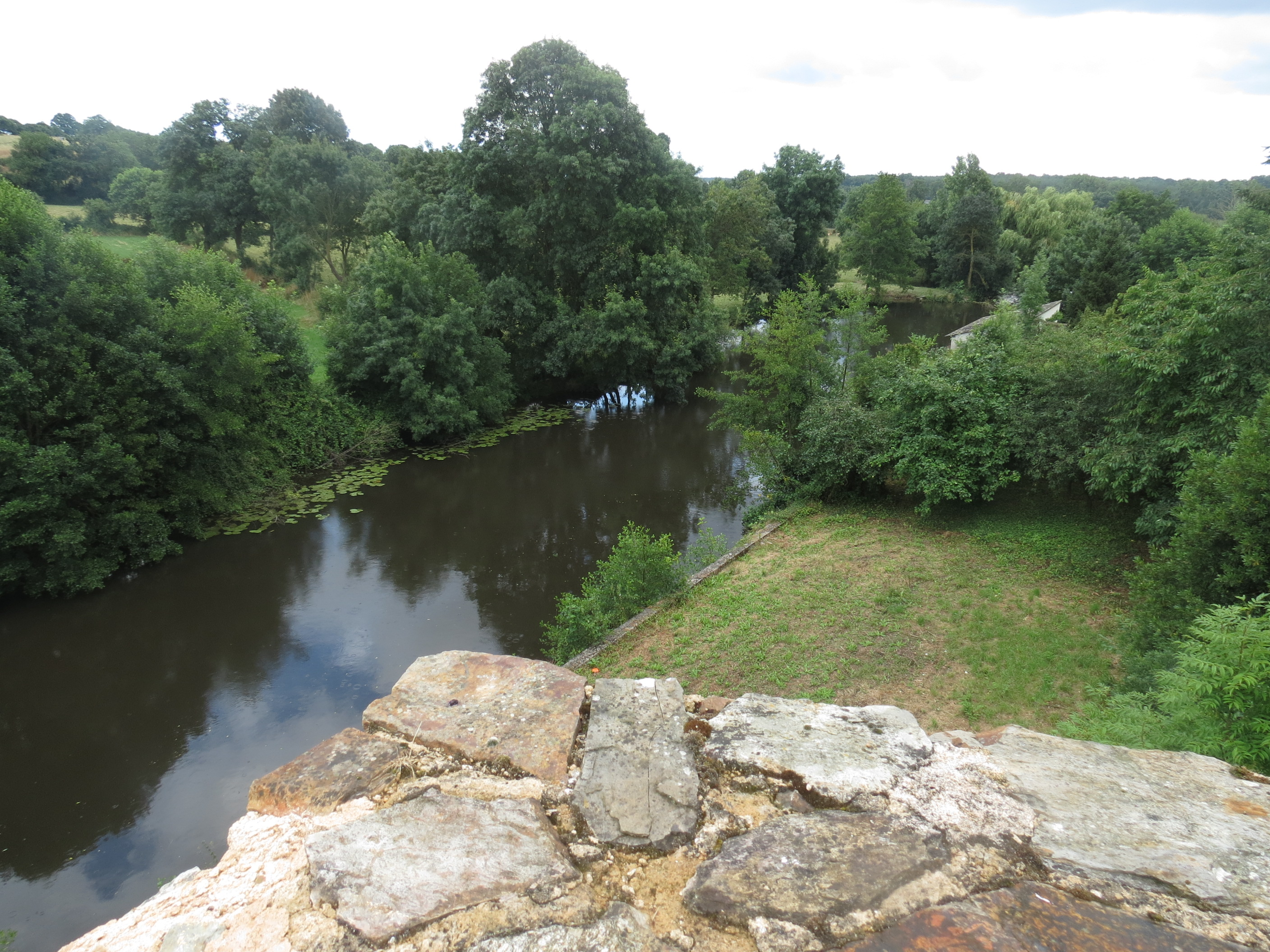
Vue de l'Oudon depuis la « Tour carrée ».